# Gniewkowo (Mrągowo)
Gniewkowo [ɡɲefˈkɔvɔ] (deutsch Heinrichssorge) war ein eigenständiger Ort in der polnischen Woiwodschaft Ermland-Masuren. Seine Ortsstelle liegt im Bereich der Gmina Mrągowo (Landgemeinde Sensburg) im Powiat Mrągowski (Kreis Sensburg).

## Geographische Lage
Die Ortsstelle Gniewkowos liegt in der Mitte der Woiwodschaft Ermland-Masuren, 13 Kilometer nordöstlich der Kreisstadt Mrągowo (deutsch Sensburg).

## Geschichte
Gegründet wurde der heute als „była osada“ (ehemaliger Weiler) genannte Ort im Jahr 1838. 1839 wurde er als Vorwerk zu Grunau (polnisch Gronowo) mit einer Feuerstelle bei elf Einwohnern erwähnt. Der Ort galt als Wohnplatz innerhalb des Gutsbezirks Grunau, der zum Kreis Sensburg im Regierungsbezirk Gumbinnen (1905–1945 Regierungsbezirk Allenstein) in der preußischen Provinz Ostpreußen gehörte. Im Jahr 1905 waren 22 Einwohner in Heinrichssorge ansässig.
Am 30. September 1928 wurde Heinrichssorge mit dem Gutsbezirk Grunau in die Landgemeinde eingegliedert.
In Kriegsfolge kam der Ort 1945 zusammen mit dem ganzen südlichen Ostpreußen zu Polen und erhielt die polnische Namensform Gniewkowo. Im Laufe der Jahre ging er ganz in der Ortschaft Gronowo auf. Sie gehört zur Gmina Mrągowo (Landgemeinde Sensburg) im Powiat Mrągowski (Kreis Sensburg).

## Kirche
Bis 1945 war Heinrichssorge in die evangelische Kirche Seehesten in der Kirchenprovinz Ostpreußen der Evangelischen Kirche der Altpreußischen Union sowie in die katholische Kirche in Wilkendorf im damaligen Bistum Ermland eingepfarrt. Nach 1945 blieb die Beziehung zur katholischen Pfarrkirche in Wilkowo – heute im Erzbistum Ermland gelegen – bestehen, während die St.-Trinitatis-Kirche Mrągowo jetzt die evangelische Pfarrkirche ist und zur Diözese Masuren der Evangelisch-Augsburgischen Kirche in Polen gehört.

## Verkehr
Die Ortsstelle von Gniewkowo liegt an einer Nebenstraße, die von der Woiwodschaftsstraße 591 bei Wilkowo (Wilkendorf) über Gronowo (Grunau) zur Landesstraße 59 (frühere deutsche Reichsstraße 140) bei Słabowo (Slabowen, 1927–1945 Langenwiese) führt. Eine Anbindung an das Schienennetz besteht nicht.